# Operațiunea Dragoon
Operațiunea Dragoon (engleză: Operation Dragoon, franceză: Opération Anvil Dragoon) a fost o invazie a sudului Franței care a avut loc în timpul celui de-al Doilea Război Mondial la 15 august 1944. 
Operațiunea era planificată inițial să aibă loc în cooperare cu Operațiunea Overlord, aterizarea aliaților în Normandia, dar lipsa resurselor a dus la anularea celei a doua aterizări. Până în iulie 1944, aterizarea a fost reconsiderată, deoarece porturile din Normandia nu aveau capacitatea de a susține debarcarea în mod adecvat a forțelor aliate. În același timp, Înaltul Comandament Francez a insistat pentru o reluare a operațiunii care să includă un număr mare de trupe franceze. În consecință, operațiunea a fost aprobată în final în iulie, pentru ca apoi să fie executată în luna august.
Scopul operațiunii a fost de a asigura porturile vitale de pe coasta franceză mediteraneană și de a mări presiunea asupra forțelor germane prin deschiderea unui al doilea front. 
Invazia a început printr-o parașutare a trupelor aliate parașutiștii britanici din unitatea British 2nd Para, în spatele liniilor inamice pentru a asigura legături de transport vitale, 1st Airborne Task Force fiind urmată de un atac puternic al unor elemente din Armata a 7-a Americană care a aterizat pe plajele Côte d'Azur sub acoperirea unei forțe navale mari, și, peste o zi, de forțe ale Armatei 1 Franceze. 
Aceste forțe au atacat forțele împrăștiate ale Grupului G al Armatei Germane, slăbite de relocarea diviziilor sale pe alte fronturi și înlocuirea soldaților săi cu o treime de la Ostlegionen echipați cu echipament învechit.
Împiedicate de superioritatea aeriană a aliaților și de o revoltă pe scară largă a Rezistenței Franceze, forțele slabe ale Germaniei au fost înfrânte rapid. Germanii s-au retras în nord prin Valea Rhône, pentru a stabili o linie de apărare stabilă la Dijon. Unitățile mobile aliate au depășit germanii și și au blocat parțial drumul la Montélimar. Lupta care a urmat a condus la un impas, fără ca nici o parte să poată realiza un progres decisiv, până când germanii ar fi putut să-și finalizeze retragerea și să se retragă din oraș. În timp ce germanii se retrăgeau, francezii au capturat porturile importante din Marsilia și Toulon, punându-le în funcțiune imediat după aceea.
Germanii nu au reușit să păstreze orașul Dijon și au ordonat o retragere completă din sudul Franței sub atac aliat constant. Grupul Armatei G sa retras spre nord, urmărit de forțele aliate. Luptele s-au oprit în cele din urmă la Munții Vosgi, unde Grupul de Armată G al Germaniei naziste a reușit în cele din urmă să ocupe poziții de-a lungul Munților Vosgi și să stabilească o linie de apărare stabilă. Forțele aliate au trebuit să se reorganizeze și să se confrunte cu o rezistență germană rigidă, ofensiva a fost oprită la 14 septembrie. 

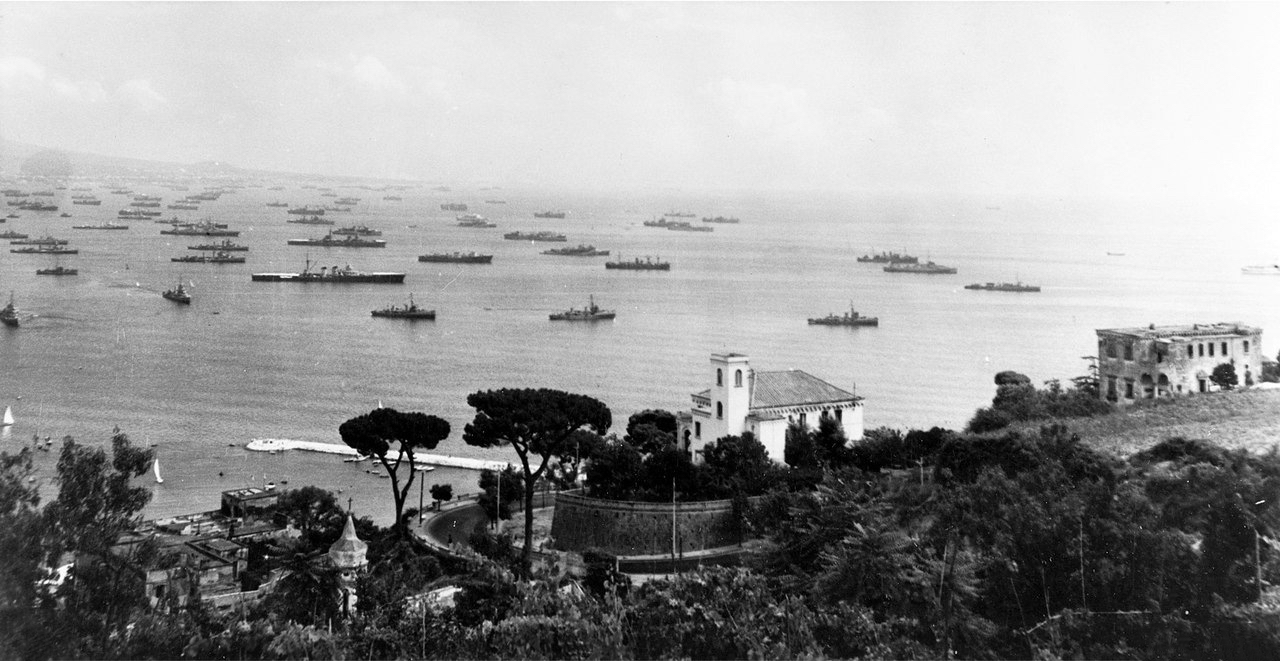
O parte din flota de invazie care a participat la operațiune, august 1944

Operațiunea Dragon a fost considerată un succes de către aliați. Aceasta le-a permis să elibereze cea mai mare parte a sudului Franței în doar patru săptămâni, provocând pierderi grele forțelor germane, deși multe dintre cele mai bune unități germane au reușit să scape. Porturile franceze capturate au fost puse în funcțiune, permițând aliaților să rezolve unele probleme de aprovizionare.

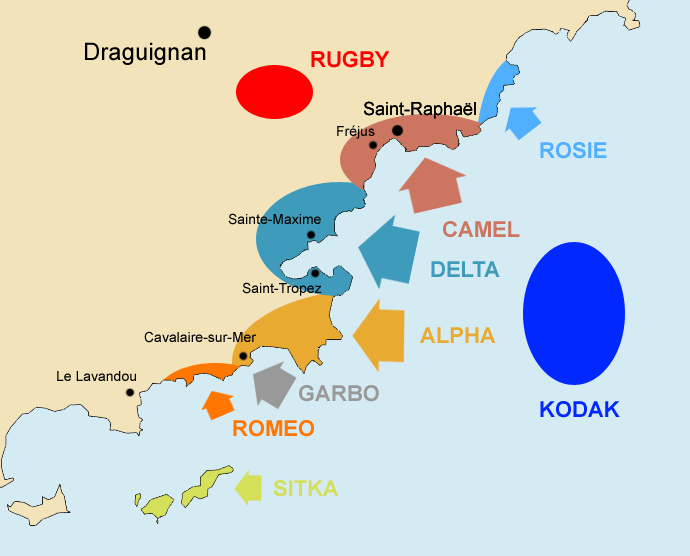
Operația de debarcare

În ciuda faptului că a fost o operațiune militară complexă, Operațiunea Dragoon nu este foarte bine cunoscută; având loc spre sfârșitul războiului și fiind umbrită de Operațiunea Overlord.

## Legături externe
- US Army Campaigns of World War II - Southern France Arhivat în 12 martie 2007, la Wayback Machine. la United States Army Center of Military History
- A detailed history of the campaign
- US historical article of the campaign